# Famille d'Eunomie
La famille d'Eunomie est une grande famille d'astéroïdes de type S. Elle est nommée d'après (15) Eunomie, astéroïde lui-même nommé d'après la déesse grecque Eunomie. Il s'agit de la famille la plus importante de la ceinture d'astéroïdes intermédiaire. Environ 5 % de tous les astéroïdes de la ceinture principale appartiennent à cette famille.

## Caractéristiques

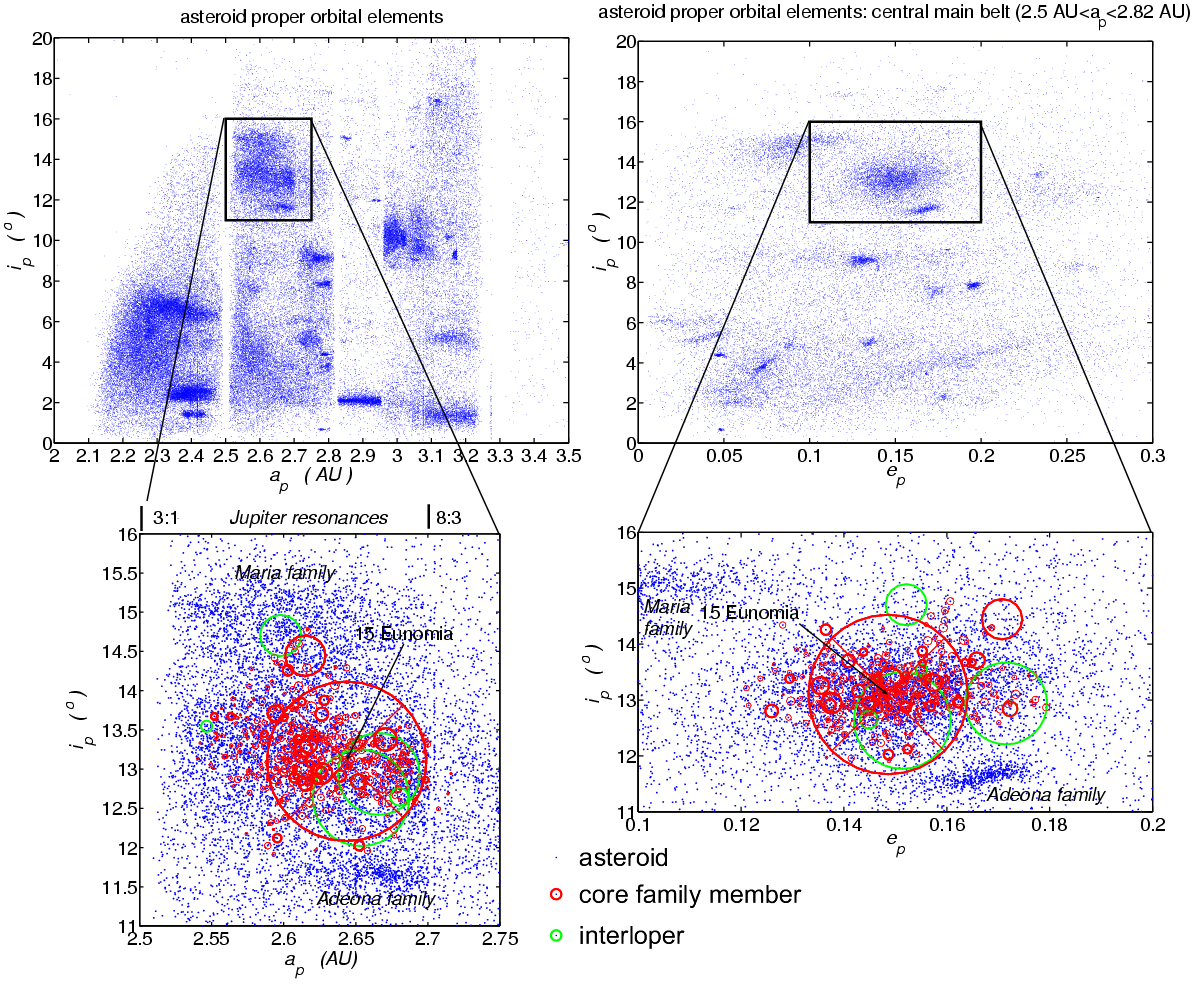
Position et structure de la famille d'Eunomie.

Le plus grand membre de la famille est (15) Eunomie, le plus grand de tous les astéroïdes "rocheux" de type S. Il mesure environ 300 km selon son plus grand axe, a un diamètre moyen de 250 km et est situé près du barycentre de la famille. On estime qu'Eunomie contient environ 70 à 75 % de la masse du corps parent initial. Ce dernier avait un diamètre moyen d'environ 280 km et fut détruit par l'impact catastrophique qui créa la famille. Il est très probable que le corps parent ait été au moins partiellement  différencié, car la surface d'Eunomie et les spectres des plus petits membre de la famille présentent quelques différences,,. Néanmoins, d'autres études ont montré que le corps qui fut définitivement détruit par l'impact qui créa la famille avait déjà été quelque peu fragmenté par de précédentes collisions plus faibles. L'impacteur était probablement un astéroïde plus petit, quoique encore très massif, de 50 km de diamètre environ qui impacta le corps parent à une vitesse d'environ 22000 km/h.
Les autres astéroïdes eunomiens sont très régulièrement distribués dans l'espace orbital autour d'Eunomie. Le deuxième plus grand membre identifié par l'analyse est (258) Tyché, de 65 km de diamètre. Cependant, son orbite est située à l'extrême limite de ce qui est considéré comme la zone de la famille, et il pourrait être un intrus. Les plus grands membres appartenant clairement à la famille ont environ 30 km de diamètre, plusieurs astéroïdes étant dans cette gamme de taille.
Des études spectroscopiques ont montré que les membres de la famille couvrent un large domaine de compositions, bien que tous appartiennent au type S. En tant que tels, ils ont généralement une surface de composition rocheuse (plutôt que glacée) qui comprend des silicates et un peu de nickel-fer, et sont relativement brillants compte tenu de leur taille.
La famille contient un nombre relativement important de petits objets. Puisque la plupart de ces petits objets sont "érodés" au cours du temps à cause des collisions secondaires, des perturbations gravitationnelles et à l'effet Yarkovsky, ceci indique que la famille d'Eunomie a été créée relativement récemment (à l'échelle astronomique),.
La sonde Cassini-Huygens survola (2685) Masursky, un petit membre de la famille, en 2000. Cependant, la distance minimale d'environ un million de kilomètres fut trop importante pour que des détails de sa surface soient résolus.

## Position et taille
La famille d'Eunomie est située entre les résonances 3:1  et 8:3 avec Jupiter, avec des inclinaisons relativement élevées.
Une analyse numérique HCM faite par Zappalà et al. détermina un grand groupe de membres "centraux" de la famille dont les éléments orbitaux se situent dans les limites approximatives suivantes :
|     | ap      | ep    | ip    |
| --- | ------- | ----- | ----- |
| min | 2.54 UA | 0.121 | 11.6° |
| max | 2.72 UA | 0.180 | 14.8° |

À l'époque actuelle, la plage de variation des éléments orbitaux osculateurs de ces membres centraux est :
|     | a       | e     | i     |
| --- | ------- | ----- | ----- |
| min | 2.53 UA | 0.078 | 11.1° |
| max | 2.72 UA | 0.218 | 15.8° |

L'analyse de Zappalà de 1995 trouva 439 membres centraux, tandis que la recherche dans une base de données d'éléments propres récente de 2005 contenant 96944 astéroïdes trouva 4649 objets situés dans la région de forme rectangulaire définie par le premier des deux tableaux ci-dessus. Ceci correspond à environ 5 % de tous les astéroïdes de la ceinture principale.

## Intrus
Un certain nombre d'intrus ont été identifiés, qui partagent les mêmes éléments orbitaux que les vrais membres de la famille, mais qui ne peuvent provenir du même corps parent du fait de différences spectrales (et donc de composition).  Les intrus suivants ont été identifiés par une étude spectrale, ainsi que par l'examen du PDS asteroid taxonomy data set pour les membres n'étant pas de type S : (85) Io, (141) Lumen, (546) Hérodias, (657) Gunlöd, (1094) Siberia et (1275) Cimbria.